# Ogan Komering Ulu
Ogan Komering Ulu , kurz OKU, ist ein indonesischer Regierungsbezirk (Kabupaten) in der indonesischen Provinz Sumatra Selatan. Er trägt die Namen der beiden Flüsse die ihn durchfließen in sich, Ogan und Ulu. Ende 2023 leben knapp 400.00 Menschen hier. Der Verwaltungszentrum des Kabupaten OKU Baturaja.

## Geografie
Hinsichtlich seiner Territorialfläche belegt der Kabupaten Platz 9 von 17 Verwaltungseinheiten der 2. Ordnung (Kabupaten/Kota) in der Provinz (4,35 %) bzw. Platz 47 von 120 Kabupaten der Insel Sumatra.

### Lage
Der Regierungsbezirk Ogan Komering Ulu liegt nahezu im Süden der Provinz Sumatra Selatan im Binnenland. 54 Prozent seines Territoriums liegen unterhalb 100 Metern Höhe, 38 Prozent bis 500 Metern Höhe und über 500 bis 1000 Meter Höhe liegen 7,69 Prozent des Territoriums. Im Westen und Nordwesten grenzt er an den Kabupaten Muara Enim, im Norden an Ogan Ilir und im Süden an den Kabupaten Ogan Komering Ulu Selatan.

Astronomisch erstreckt er sich zwischen 3° 45′ und 4° 55′ s. Br. sowie zwischen 103° 40′ und 104° 33′ ö. L.

### Wetter und Klima
Der Kabupaten liegt südlich vom Äquator. Wie in ganz Indonesien herrscht hier tropisches Regenwaldklima (feuchttropisches Klima). Man unterscheidet eine trockene Jahreszeit (Juni bis September) und die Regenzeit (August bis November). Die Durchschnittstemperatur betrug 34 °C, die Luftfeuchtigkeit 71,5 %. Im Jahr 2020 fielen 2.350 mm Niederschlag, der meiste im Februar (327 mm an 13 Tagen), der geringste im August (44 mm an 4 Tagen). Die Sonnenscheindauer betrug maximal 70 %.

## Verwaltungsgliederung
Administrativ unterteilt sich OKU seit 2015 in 13 Distrikte (Kecamatan) mit 157 Dörfern, in zwei Kecamatan bestehen noch 14 Kelurahan mit städtischem Charakter: Baturaja Barat und Baturaja Timur. Die Dörfer werden des Weiteren in 11 Lingkungan, 649 Dusun, 151 RW und 2025 RT untergliedert. 2020 wurden 88.796 Haushalte gezählt mit durchschnittlich 4,16 Personen pro Haushalt.
| Code 1   | Kecamatan Distrikt        | Ibu Kota Verwaltungssitz | Fläche (km²) | Einw. Zensus 2010 2 | Volkszählung 2020 | Volkszählung 2020 | Volkszählung 2020 | Anzahl der Dörfer |
| Code 1   | Kecamatan Distrikt        | Ibu Kota Verwaltungssitz | Fläche (km²) | Einw. Zensus 2010 2 | Einw. 3           | 0Dichte 40        | Sex Ratio 5       | Anzahl der Dörfer |
| -------- | ------------------------- | ------------------------ | ------------ | ------------------- | ----------------- | ----------------- | ----------------- | ----------------- |
| 16.01.07 | Sosoh Buay Rayap          | Penyandingan             | 385,30       | 11.871              | 13.762            | 35,7              | 107,7             | 11                |
| 16.01.08 | Pengandonan               | Pengandonan              | 543,61       | 9.071               | 10.220            | 18,8              | 105,1             | 12                |
| 16.01.09 | Peninjauan                | Peninjauan               | 725,92       | 39.861              | 32.435            | 44,7              | 106,3             | 16                |
| 16.01.13 | Bataraja Barat            | Tanjung Agung            | 125,05       | 32.068              | 37.611            | 300,8             | 103,2             | 12 6              |
| 16.01.14 | Bataraja Timur            | Kemala Raja              | 110,22       | 90.557              | 104.488           | 948,0             | 102,0             | 13 7              |
| 16.01.20 | Ulu Ogan                  | Mendingin                | 597,37       | 8.705               | 8.965             | 15,0              | 108,5             | 7                 |
| 16.01.21 | Semidang Aji              | Ulak Pandan              | 707,56       | 24.719              | 28.195            | 39,8              | 109,2             | 21                |
| 16.01.22 | Lubuk Batang              | Lubuk Batang Baru        | 724,81       | 27.107              | 32.975            | 45,5              | 105,5             | 15                |
| 16.01.28 | Lengkiti                  | Tanjung Lengkayap00      | 512,93       | 25.369              | 25.032            | 48,8              | 110,9             | 22                |
| 16.01.29 | Sinar Peninjauan          | Marga Bakti              | 84,94        | 20.602              | 22.978            | 270,5             | 105,8             | 6                 |
| 16.01.30 | Lubuk Raja                | Batumarta II             | 69,42        | 27.498              | 30.781            | 443,4             | 105,2             | 7                 |
| 16.01.31 | Muara Jaya                | Muara Saeh               | 26,32        | 6.617               | 7.438             | 282,6             | 108,2             | 7                 |
| 16.01.32 | Kedaton Peninjauan Raya00 | Kedaton                  | 183,31       | –00                 | 12.723            | 69,4              | 107,8             | 8                 |
| 16.08    | Kab. Ogan Komering Ulu    | Kab. Ogan Komering Ulu   | 4.797,06     | 324.045             | 367.603           | 76,6              | 105,24            | 157 (143 / 14)    |

## Demografie
Hinsichtlich seiner Bevölkerung wird (mit 4,32 % der Provinz) Platz 11 von den 17 Verwaltungseinheiten der 2. Ordnung (Kabupaten/Kota) belegt. Bezogen auf alle 120 Kabupaten auf der Insel Sumatra bedeutet dies Rang 50. Mit der Bevölkerungsdichte von 101,6 Einw. je km² verpasst OKU knapp den Provinzwert von 102,5.
Der Frauenanteil hat sich zwischen den beiden Volkszählungen 2010 und 2020 sowie zum Jahresende nur unwesentlich verändert bzw. auf Werte knapp unter 49 Prozent eingepegelt.
| Jahr  | Gesamt- bevölkerung | Männer   | %      | Frauen   | %      |
| ----- | ------------------- | -------- | ------ | -------- | ------ |
| 02010 | 000324.045          | 0166.077 | 051,25 | 0157.968 | 048,75 |
| 02020 | 00367.603           | 0188.494 | 051,28 | 0179.109 | 048,72 |
| 02023 | 00383.608           | 0196.328 | 051,18 | 0187.280 | 048,82 |

| Religion im Jahr 2020 | Religion im Jahr 2020 | Religion im Jahr 2020 | Religion im Jahr 2020 |
| Religion              | Anzahl                | Anteil (%)            | Gebäude               |
| --------------------- | --------------------- | --------------------- | --------------------- |
| Islam                 | 350.873               | 97,36                 | 440 1                 |
| Christen insg.        | 00.6.008              | 01,67                 | 0061                  |
| Davon:                |                       |                       |                       |
| Protestanten          | 00.2.417              | 00,67                 | 0031                  |
| Katholiken            | 00.3.591              | 01,00                 | 0030                  |
|                       |                       |                       |                       |
| Hindus                | 00.2.583              | 00,72                 | 0012                  |
| Buddhisten            | 000.910               | 00,25                 | 0002                  |

### Soziale Daten 2020
| Merkmal                                                            | Ogan Komering Ulu | 0Prov. Sumatra Selatan0 |
| ------------------------------------------------------------------ | ----------------- | ----------------------- |
| Bevölkerung unterhalb der Armutsgrenze (Tsd.)0                     | 047,30            | 302,58                  |
| Anteil der „armen Bevölkerung“ (indonesisch Penduduk miskin) (%)00 | 012,75            | 15,03                   |
| Arbeitslosenrate (%)                                               | 006,01            | 04,07                   |
| Lebenserwartung bei der Geburt (Jahre)                             | 072,88            | 69,35                   |
| HDI-Index                                                          | 069,32            | 71,40                   |
| Analphabetenrate (in %, 15+ J.)                                    | 000,75            | 01,99                   |
| Anteil der Altersgruppen                                           | 0Real0            | 0Prozentual0            |
| Kinder (<15 J.)                                                    | 102.696           | 27,94                   |
| arbeitsfähige Bevölkerung (15–64 J.)                               | 245.981           | 66,91                   |
| Rentner und Pensionäre (>65 J.)                                    | 018.926           | 05,15                   |

## Geschichte
Ogan Komering Ulu gehörte zu den sechs Kabupaten (und der Kota Palembang), die 1956 die Provinz Sumatra Selatan durch ein Notstandsgesetz gründeten. Undand-Undang Darurat RI Nomor 4 Tahun 1956. (PDF; 110 kB) Pembentukan Daerah Otonom Kabupaten Kabupaten Dalam Lingkungan Daerah Propinsi Sumatera Selatan. 14. November 1956, S. 9, abgerufen am 18. Mai 2024 (indonesisch). Die Anzahl der Distrikte innerhalb des Bezirks wuchs durch Abtrennung und Reorganisation ständig, die letzten (recherchierbaren) waren:
- Sinar Peninjauan (aus Teilen vom Kec. Peninjauan)[5]
- Lubuk Raja (aus Teilen des Kec. Baturaja Timur)[6]
- Muara Jaya (aus Teilen des Kec. Pengandonan)[7]
- Kedaton Peninjauan Raya (8 Desa vom Kec. Peninjauan)[8]

### Aktuelle Daten der Bevölkerungsfortschreibung
Nachfolgende Tabelle gibt den Einwohnerstand nach Geschlecht vom Jahresende 2022 und 2023 wieder. Er resultiert aus den Ergebnissen der Fortschreibung durch die örtlichen Zivilregistrierungsbüros (Disdukcapil, indonesisch Dinas Kependudukan dan Pencatatan Sipil) und kann in einer interaktiven Karte abgerufen werden
| Kecamatan               | 31.12.2022 | 31.12.2022 | 31.12.2022 | Fläche km² | 31.12.2023 | 31.12.2023 | 31.12.2023 | 31.12.2023         | 31.12.2023          |
| Kecamatan               | 0Insg.     | männl.     | weibl.     | Fläche km² | 0Insg.     | männl.     | weibl.     | Dichte [Einw./km²] | Sex Ratio [M*100/F] |
| ----------------------- | ---------- | ---------- | ---------- | ---------- | ---------- | ---------- | ---------- | ------------------ | ------------------- |
| Sosoh Buay Rayap        | 14.170     | 7.323      | 6.847      | 222,72     | 14.395     | 7.453      | 6.942      | 64,6               | 107,36              |
| Pengandonan             | 10.416     | 5.333      | 5.083      | 139,10     | 10.574     | 5.420      | 5.154      | 76,0               | 105,16              |
| Peninjauan              | 32.940     | 16.948     | 15.992     | 421,92     | 33.376     | 17.160     | 16.216     | 79,1               | 105,82              |
| Baturaja Barat          | 38.009     | 19.299     | 18.710     | 100,66     | 38.794     | 19.711     | 19.083     | 385,4              | 103,29              |
| Baturaja Timur          | 107.694    | 54.217     | 53.477     | 173,72     | 110.322    | 55.613     | 54.709     | 635,1              | 101,65              |
| Ulu Ogan                | 8.855      | 4.601      | 4.254      | 427,02     | 8.900      | 4.602      | 4.298      | 20,8               | 107,07              |
| Semidang Aji            | 29.696     | 15.433     | 14.263     | 449,75     | 30.164     | 15.671     | 14.493     | 67,1               | 108,13              |
| Lubuk Batang            | 34.095     | 17.474     | 16.621     | 556,01     | 34.824     | 17.857     | 16.967     | 62,6               | 105,25              |
| Lengkiti                | 26.065     | 13.672     | 12.393     | 878,53     | 26.344     | 13.823     | 12.521     | 30,0               | 110,40              |
| Sinar Peninjauan        | 23.021     | 11.805     | 11.216     | 202,68     | 23.207     | 11.912     | 11.295     | 114,5              | 105,46              |
| Lubuk Raja              | 31.149     | 15.936     | 15.213     | 124,15     | 31.580     | 16.138     | 15.442     | 254,4              | 104,51              |
| Muara Jaya              | 7.653      | 3.955      | 3.698      | 275,97     | 7.738      | 4.010      | 3.728      | 28,0               | 107,56              |
| Kedaton Peninjauan Raya | 13.214     | 6.871      | 6.343      | 97,11      | 13.390     | 6.958      | 6.432      | 137,9              | 108,18              |
| Kab. Ogan Komering Ulu  | 376.977    | 192.867    | 184.110    | 4.069,34 1 | 383.608    | 196.328    | 187.280    | 94,3               | 104,83              |

## Verzeichnis der Kelurahan
Die nachfolgende Liste gibt den Einwohnerstand zum Jahresende 2022 (Semester II/2022) und genau ein Jahr später für die Kelurahan im Bezirk Ogan Komering Ulu wieder. Innerhalb eines Jahres stieg die Einwohnerzahl der 14 Kelurahan um 1.713 Einwohner.
Neben der Fläche und den Einwohnerzahlen sind auch deren Zugehörigkeiten zu den 13 Kecamatan aufgeführt, ebenso die errechneten Ergebnisse der Bevölkerungsdichte (in Einw. je km²) sowie des Geschlechterverhältnisses (Sex Ratio). Als erste Spalte ist der Strukturcode des indonesischen Innenministeriums angegeben. Er gibt gleichfalls Aufschluss über die Zugehörigkeit der Dörfer zu den übergeordneten Verwaltungsebenen: Die ersten drei Zahlenpärchen werden durch Punkte getrennt und geben die Provinz, den Regierungsbezirk (Kabupaten) und den Distrikt (Kecamatan) an. Als letztes folgt nach einem weiteren Trennungspunkt der vierstellige „Dorfcode“ – wobei städtisch geprägte Kelurahan immer mit 1 und „normale“ (ländliche) Desa mit einer 2 beginnen. Die Statistikseiten von BPS (Badan Pusat Statistik) verwenden eine andere Nomenklatur, auf die hier nicht näher eingegangen werden soll, da sie nur bei den Volkszählungen Anwendung findet.
Wie bei vorstehender Tabelle entstammen alle Daten der Fortschreibung von den örtlichen Zivilregistrierungsbüros (Disdukcapil).
| Struktur- code | Kecamatan        | Kelurahan               | Bevölkerung am Jahresende 2022 | Bevölkerung am Jahresende 2022 | Bevölkerung am Jahresende 2022 | Bevölkerung am Jahresende 2022 | Bevölkerung am Jahresende 2023 | Bevölkerung am Jahresende 2023 | Bevölkerung am Jahresende 2023 | Bevölkerung am Jahresende 2023 | Bevölkerung am Jahresende 2023 |
| Struktur- code | Kecamatan        | Kelurahan               | Fläche (km²)                   | Gesamt                         | männlich                       | weiblich                       | Gesamt                         | männlich                       | weiblich                       | Dichte                         | Sex Ratio                      |
| -------------- | ---------------- | ----------------------- | ------------------------------ | ------------------------------ | ------------------------------ | ------------------------------ | ------------------------------ | ------------------------------ | ------------------------------ | ------------------------------ | ------------------------------ |
| 16.01.13.1003  | Baturaja Barat00 | Tanjungagung            | 2,60                           | 2.731                          | 1.382                          | 1.349                          | 2.774                          | 1.415                          | 1.359                          | 1.066,9                        | 104,12                         |
| 16.01.13.1004  | Baturaja Barat00 | Saung Naga              | 1,52                           | 5.835                          | 2.959                          | 2.876                          | 5.834                          | 2.970                          | 2.864                          | 3.838,2                        | 103,70                         |
| 16.01.13.1005  | Baturaja Barat00 | Talang Jawa             | 0,41                           | 7.111                          | 3.600                          | 3.511                          | 7.188                          | 3.628                          | 3.560                          | 17.531,7                       | 101,91                         |
| 16.01.13.1007  | Baturaja Barat00 | Batu Kuning             | 25,82                          | 6.506                          | 3.284                          | 3.222                          | 6.917                          | 3.496                          | 3.421                          | 267,9                          | 102,19                         |
| 16.01.13.1011  | Baturaja Barat00 | Air Gading              | 0,28                           | 3.786                          | 1.897                          | 1.889                          | 3.786                          | 1.898                          | 1.888                          | 13.521,4                       | 100,53                         |
| 16.01.14.1001  | Baturaja Timur   | Baturaja Lama           | 3,08                           | 6.559                          | 3.292                          | 3.267                          | 6.594                          | 3.308                          | 3.286                          | 2.140,9                        | 100,67                         |
| 16.01.14.1003  | Baturaja Timur   | Pasar Baru              | 2,40                           | 4.387                          | 2.136                          | 2.251                          | 4.380                          | 2.150                          | 2.230                          | 1.825,0                        | 96,41                          |
| 16.01.14.1004  | Baturaja Timur   | Kemalaraja              | 2,63                           | 14.901                         | 7.467                          | 7.434                          | 15.078                         | 7.582                          | 7.496                          | 5.733,1                        | 101,15                         |
| 16.01.14.1005  | Baturaja Timur   | Sukaraya                | 12,41                          | 8.694                          | 4.296                          | 4.398                          | 8.648                          | 4.292                          | 4.356                          | 696,9                          | 98,53                          |
| 16.01.14.1006  | Baturaja Timur   | Sukajadi                | 5,57                           | 9.505                          | 4.756                          | 4.749                          | 9.569                          | 4.769                          | 4.800                          | 1.718,0                        | 99,35                          |
| 16.01.14.1011  | Baturaja Timur   | Kemelak Bindung Langit  | 21,01                          | 8.238                          | 4.206                          | 4.032                          | 8.601                          | 4.395                          | 4.206                          | 409,4                          | 104,49                         |
| 16.01.14.1012  | Baturaja Timur   | Sepancar Lawang Kulon00 | 45,44                          | 5.117                          | 2.634                          | 2.483                          | 5.233                          | 2.694                          | 2.539                          | 115,2                          | 106,10                         |
| 16.01.14.1013  | Baturaja Timur   | Baturaja Permai         |                                | 6.301                          | 3.154                          | 3.147                          | 6.366                          | 3.199                          | 3.167                          | –                              | 101,01                         |
| 16.01.14.1014  | Baturaja Timur   | Sekar Jaya              |                                | 13.726                         | 6.935                          | 6.791                          | 14.142                         | 7.160                          | 6.982                          | –                              | 102,55                         |